# Marcin Kącki
Marcin Kącki (ur. 1976 w Stargardzie) – polski reporter, redaktor „Gazety Wyborczej” – magazynów Duży Format i Wolnej Soboty, dramaturg.

## Życiorys
Pochodzi ze Stargardu. Jego matka była ekspedientką, a ojciec maszynistą, później pracował w niemieckiej hucie. W 1995 r. Marcin Kącki rozpoczął studia na Wydziale Nauk Społecznych Uniwersytetu im. Adama Mickiewicza w Poznaniu. Studiów nie ukończył.
Publikował reportaże o tematyce społecznej i historycznej w Dużym Formacie, Magazynie Świątecznym, Wysokich Obcasach, w Wolnej Sobocie. Opublikował wiele artykułów z zakresu dziennikarstwa śledczego, reportaży społecznych, wywiadów. Tematami najgłośniejszych publikacji było ujawnienie molestowania chórzystów Poznańskiego Chóru Chłopięcego przez Wojciecha Kroloppa (2003) czy zarzuty kobiet dotyczące molestowania seksualnego w Samoobronie w artykule Praca za seks w Samoobronie (2006).
Współpracuje z Collegium Da Vinci w Poznaniu, prowadząc warsztaty dziennikarskie.
W latach 2007, 2010, 2011 – siedmiokrotnie nominowany do nagrody Grand Press w kategorii: news, reportaż, dziennikarstwo śledcze. W 2007 otrzymał tytuł Dziennikarza Roku, a także nagrodę Grand Press w kategorii dziennikarstwo śledcze. W tym samym roku otrzymał również dwie nagrody Watergate przyznawane przez Stowarzyszenie Dziennikarzy Polskich oraz nagrodę studentów dziennikarstwa w konkursie MediaTory. W 2016 nominowany do Nagrody Literackiej „Nike” za książkę Białystok. Biała siła, czarna pamięć.

## Życie prywatne
Ma trzy córki. 

## Kontrowersje
5 stycznia 2024 „Gazeta Wyborcza” opublikowała autobiograficzny artykuł Kąckiego pt. Moje dziennikarstwo – alkohol, nieudane terapie, kobiety źle kochane, zaniedbane córki i strach przed świtem, w którym reporter pisał m.in. o swojej karierze, epizodach depresyjnych, problemach z alkoholem i o kobietach, które skrzywdził. Następnego dnia Karolina Rogaska, dziennikarka „Newsweek Polska” opublikowała na Facebooku wpis, w którym ujawniła, że jest jedną z kobiet, o których napisał Kącki. Rogaska w poście oskarżyła go o usprawiedliwianie swojego zachowania i wspomniała, że Kącki natrętnie składał jej propozycje seksualne oraz że masturbował się przy niej pomimo jej przerażenia. Tego samego dnia Instytut Reportażu oświadczył, że Rogaska informowała go o przemocy ze strony Kąckiego kilka tygodni wcześniej, wskutek czego Kącki został odsunięty od pracy ze studentkami i studentami w prowadzonej przez Instytut Polskiej Szkole Reportażu. 
Wieczorem 6 stycznia Roman Imielski, zastępca redaktora naczelnego „Wyborczej”, napisał, że sprawa jest traktowana „bardzo poważnie” i zostanie wyjaśniona na łamach gazety. 7 stycznia Kącki został zawieszony i odsunięty od pracy z autorkami i autorami przez „Gazetę Wyborczą”. W sierpniu 2024 redakcja „Gazety Wyborczej” poinformowała, że współpraca z Kąckim została zakończona wyłącznie z powodu „kwestii redakcyjnych”. Kącki odniósł się w swoim wpisie na Facebooku do odejścia z Wyborczej, pracę w niej określił jako najlepszą przygodę życia. Zaprzeczył w nim wszelkim doniesieniom o przemocowych zachowaniach, przemocy seksualnej czy mobbingu z jego strony.
W styczniu 2025 r. poinformowano, że Prokuratura Rejonowa Warszawa Śródmieście-Północ umorzyła postępowanie w sprawie Marcina Kąckiego. Karolina Rogaska poinformowała, że skierowała zażalenie na decyzję prokuratury.

## Dramaty teatralne
- Nóż rodowy - realistyczny dramat o konflikcie pokoleń zrealizowany w "Teatrotece", w Wytwórni Filmów Dokumentalnych i Fabularnych w Warszawie (2023)[19]
- Czy pingwiny mają kolana, to komediodramat o neurozach społecznych, w których lekarstwem ma być psychoterapia, a dylematy społeczeństw sytych kręcą się wokół pigułki szczęścia. Spektakl wystawiany w Teatrze Dramatycznym w Wałbrzychu (2023)[2].
- W dramacie Jędrek, czyli urządzimy Wam dożynki, w Bałtyckim Teatrze Dramatycznym (2022), inspirowanym historią Andrzeja Leppera, pokazał pułapki demokracji: mechanizmy manipulacji i partyjnych koterii[20].
- Komedia Koniec świata będzie śmieszny, z 2021 r., wystawiana w Teatrze Powszechnym w Radomiu, to satyra społeczna odnosząca się do mariażu sztucznej inteligencji i ludzkiego egotyzmu w perspektywie końca świata[4].
- Dramat Krzycz. Byle ciszej[21], z 2020 r., wystawiany w Teatrze Nowym w Poznaniu, to studium koniunkturalizmu w świecie literackim okresu stalinizmu. Za tę sztukę Kącki został wyróżniony w finale Ogólnopolskiego Konkursu na Wystawienie Polskiej Sztuki Współczesnej[22]
- W sztuce Wróg się rodzi[23] z 2019 r. wystawianej przez Teatr im. W. Horzycy w Toruniu, Kącki przedstawił historię i postać fenomenu Tadeusza Rydzyka.

## Publikacje książkowe
- Lepperiada, Wołowiec: Wydawnictwo Czarne, 2013. To książka będącą dokumentalnym zapisem historii życia i upadku Andrzeja Leppera, przywódcy Samoobrony[24].
- Maestro. Historia milczenia, Warszawa: Wydawnictwo Agora, 2013. Reporterska historia pedofilskiego skandalu w chórze Polskie Słowiki.
- Białystok. Biała siła, czarna pamięć, Wołowiec: Wydawnictwo Czarne, 2015. Autor przygląda się krwawiącej hostii z Sokółki, czyta tablice pamiątkowe i akta prokuratorskie. Z tego wielogłosu wyłania się złożona historia „miasta bez pamięci”[25].
- Plaża za szafą. Polska kryminalna, Warszawa: Wydawnictwo Agora, 2017. Zbiór reportaży lat 2008–2015, które Kącki publikował w „Dużym Formacie”.
- Fak maj lajf, Kraków: Znak Literanova, 2017. Powieść o celebrytach, politykach i pracy tabloidów, którą zainspirowała afera związana z Krzysztofem Piesiewiczem[26].
- Poznań. Miasto grzechu, Wołowiec: Wydawnictwo Czarne, 2017 – czyli historia mieszczaństwa stolicy Wielkopolski.
- Oświęcim. Czarna Zima, Kraków: Znak Literanova, 2020.
- Chłopcy. Idą po Polskę, Kraków: Znak Literanova, 2023. Reportaż o środowisku zwolenników Janusza Korwin-Mikkego i Konfederacji[27].

## Nagrody i nominacje
- Nagroda literacka Nike, nominacja za książkę „Białystok. Biała siła, czarna pamięć” (2015)[1]
- Nagroda im. Ryszarda Kapuścińskiego, nominacja za książkę „Poznań. Miasto grzechu” (2017)[1]
- Literacka Nagrody Europy Środkowej Angelus, nominacja za książkę „Oświęcim. Czarna zima” (2020)[1]
- nagroda główna Virtuti Civili Stowarzyszenia Dziennikarzy Polskich w Poznaniu (2004)
- nagroda główna Virtuti Civili Stowarzyszenia Dziennikarzy Polskich w Poznaniu (2005)
- Dziennikarz Roku w rankingu miesięcznika Press, wspólnie z Tomaszem Lisem, nagroda Watergate Stowarzyszenia Dziennikarzy Polskich, nagroda Grand Press w kategorii dziennikarstwo śledcze, nagroda MediaTory, w kategorii Detonator (2007)
- nagroda Watergate Stowarzyszenia Dziennikarzy Polskich (2010)